# Mai 1909

## Événements
- France : seconde grève aux PTT. Des sanctions nombreuses frappent les grévistes. Le syndicalisme postier s'enracine pourtant.

- 2 mai : John Moore-Brabazon réalise un vol de 457 m. C'est le premier vol officiellement reconnu d'un Britannique.

- 7 mai :
  - Léon Levavasseur a construit le premier simulateur de vol pour l'entraînement au pilotage au sol : le "tonneau Antoinette";
  - le Comité de Défense impériale britannique approuva la construction par la firme Vickers d’un dirigeable rigide, inspiré des productions Zeppelin, devant être utilisé comme appareil de reconnaissance et d’observation par la Royal Navy.

- 11 mai : fondation de l’Union d'Afrique du Sud. Une Constitution et un système parlementaire bicaméral sont accordés aux quatre provinces.

- 15 mai (Empire d'Éthiopie) : le négus Ménélik II, hors d’état de gouverner, désigne pour lui succéder Lidj-Yasou, encore enfant, fils du Ras Micaél du Ouarra-Himano (proclamé le 30 octobre). La régence est exercée jusqu’en 1911 par Ras Tésamma, puis par Ras Micaél jusqu’à la mort de Ménélik en 1913.

- 18 mai[1] : fondation de l'Université de Neuchâtel.

- 20 mai : le Français Gaston Tissandier (1843 - 1899) bat le record de vitesse pure en avion sur un « Wright » : 54,810 km/h.

- 23 mai : premier meeting aérien à Viry-Châtillon, sur le terrain de Port-Aviation qui fut le premier aérodrome au monde conçu pour accueillir les meetings avec une piste en ellipse de 4 km et des gradins de 7 000 places.

- 31 mai : loi renforçant la russification de la Finlande[réf. souhaitée].

## Naissances
- 8 mai : Samuel Boulanger, homme politique fédéral québécois († 13 juillet 1989).
- 9 mai :
  - Pierre-André De Wisches, peintre († 1997)
  - Lew Christensen, danseur, chorégraphe et maître de ballet américain († 1984).
- 15 mai : James Mason, acteur britannique († 1984).
- 17 mai : Marie Christophe Robert Borocco, diplomate et résistant français († 7 février 1971).
- 21 mai : Guy de Rothschild, banquier français († 12 juin 2007).
- 27 mai : Juan Vicente Pérez Mora, doyen vénézuélien masculin de l'humanité († 2 avril 2024).
- 30 mai : Benny Goodman, musicien de jazz américain († 1986).

## Décès
- 5 mai : Daniel Lionel Hanington, premier ministre du Nouveau-Brunswick.
- 12 mai : Michel Auger, politicien québécois.